# Luis Sosa (Radsportler)
Luis Alberto Sosa (* 15. Oktober 1949 in Montevideo) ist ein ehemaliger uruguayischer Radrennfahrer.

## Sportliche Laufbahn
Sosa war Teilnehmer der Olympischen Sommerspiele 1968 in Mexiko-Stadt. Er bestritt dort das Mannschaftszeitfahren. Der Vierer mit René Deceja, Luis Sosa, Walter Garre und Jorge Jukich belegte den 24. Rang.
Sosa gewann 1969 und 1971 jeweils die Silbermedaille im Rennen der nationalen Meisterschaften im Straßenrennen. 1970 wurde er Sieger im Etappenrennen 500 Millas del Norte und 1972 der Rutas de América. 1971 wurde er Zweiter der Uruguay-Rundfahrt hinter Pedro Geraldo de Souza und gewann eine Etappe der Rundfahrt.